# SMS Goeben
Корабель його величності «Гебен» (нім. SMS Goeben)  був другий з пари лінійних крейсерів типу «Мольтке» Імперського німецького військово-морського флоту, спущений на воду в 1911 році і названий на честь німецького полководця під час  Франко-прусської війни Августа Карла фон Гебена.  «Гебен» був більший, краще захищений та мав додаткову башту головного калібру у порівнянні з німецькими лінійними крейсерами попереднього покоління типу "Фон Дер Танн". Лінійні крейсери типу «Мольтке» були помітно більші та краще броньовані у порівнянні зі британськими лінійними крейсерами другого покоління типу «Indefatigable». 
Через кілька місяців після входження у стрій 1912, «Гебен» разом з легким крейсером «Бреслау» сформували німецьку Середземноморську ескадру,  яка здійснювала патрулювання під час Балканських війн. Після початку Першої Світової 28 липня 1914 року  «Гебен» і «Бреслау» обстріляли французький порт у Північній Африці. Після цього, уникнувши погоні британської ескадри, вони прибули до Стамбула. Обидва кораблі було передано Османській імперії 16 серпня 1914. «Гебен» став флагманом османського флоту під ім'ям «Yavuz Sultan Selim» («Султан Селім Грізний»), зазвичай скорочено «Yavuz». Здійснений «Гебеном» обстріл Севастополя втягнув Османську імперію у війну на боці Німеччини.
Корабель  діяв насамперед проти Чорноморського флоту Російської імперії, зокрема взяв участь у кількох битвах з російськими броненосцями, а пізніше дредноутом «Імператриця Катерина Велика». Оскільки нові російські дредноути були значно сильніші за німецький лінійний крейсер, «Гебен» вже не міг завадити встановленню пануванню російського флоту у Чорному морі. У січні 1918 «Гебен» здійснив вилазку у Егейське море, під час якої потопив два британських монітори, але сам був серйозно пошкоджений вибухом міни.
В 1936 корабель було офіційно перейменовано у «Явуз». Він доставив тіло Мустафи Кемаля з Стамбулу в Ізміт в 1936 році. Корабель залишався флагманом ВМС Туреччини до 1950 року. Лінійний крейсер було розібрано на метал 1973 року після того як Федеративна Республіка Німеччина відмовилась від пропозиції викупити корабель для створення музею. «Гебен» став останнім уцілілим кораблем Імперських військово-морських сил Німеччини.

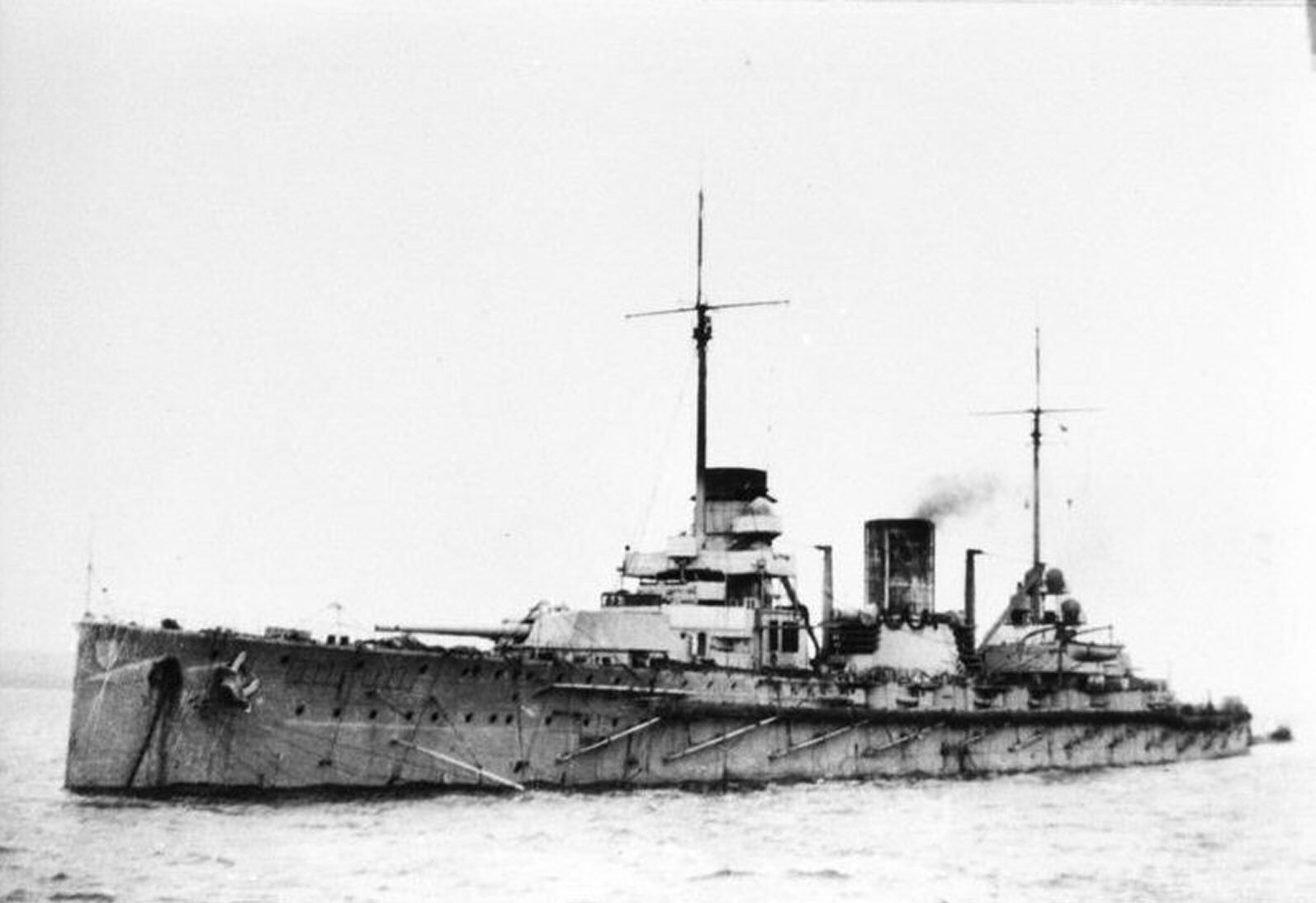
Goeben в порту, дата невідома.

##### 1914

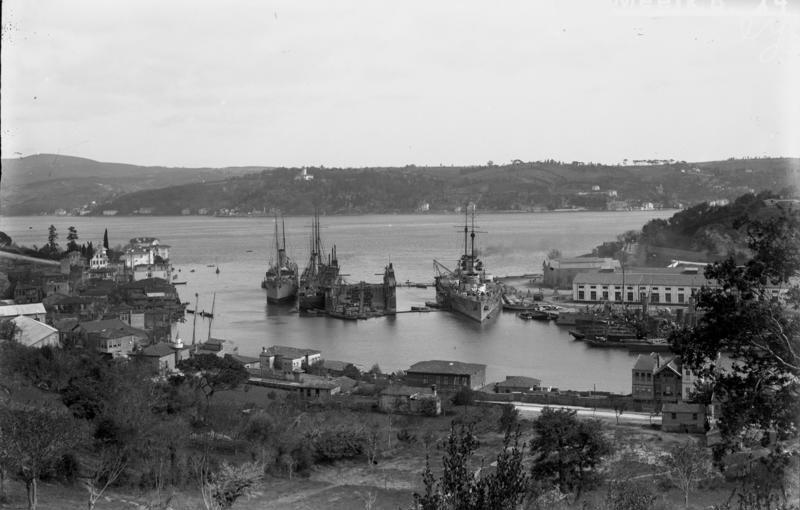
Yavuz на європейському березі Босфору.

##### 1916–17

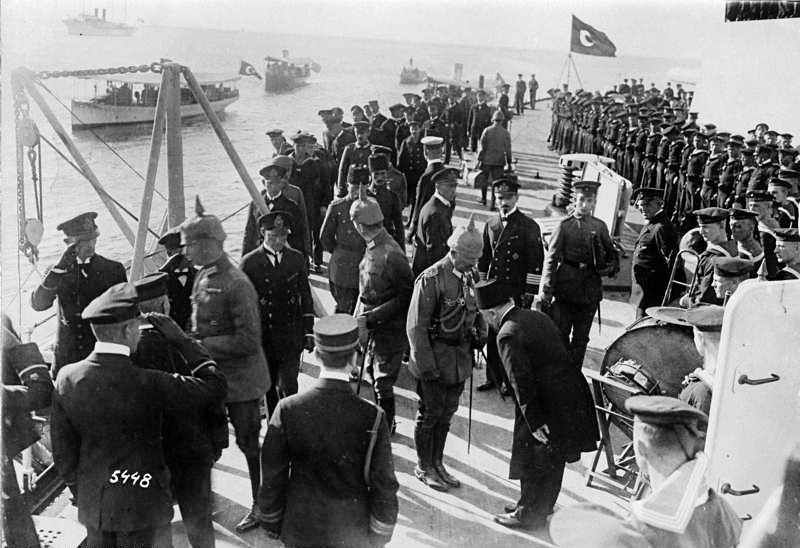
Кайзер Вільгельм II відвідує Yavuz під час його перебування в Стамбулі в жовтні 1917 року в якості гостя Султана Мехмета V, свого союзника у Першій Світовій війні.

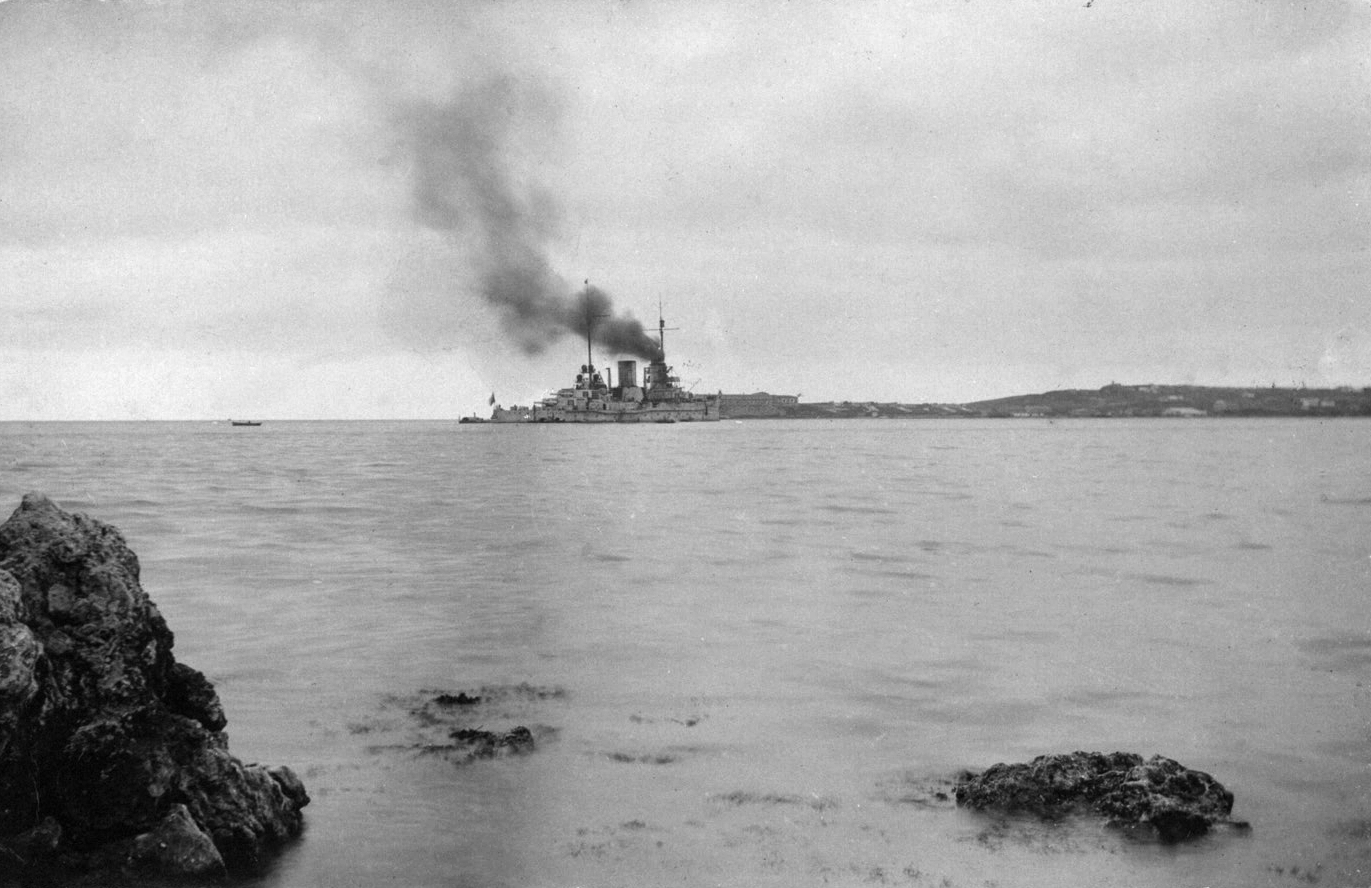
Yavuz у Севастополі, 1918

### Footnotes
1. ↑   "SMS" stands for "Seiner Majestät Schiff ", or "His Majesty's Ship" in German.
2. ↑   The Indefatigable-class ships displaced 22 100 т (21 800 англійських тонн; 24 400 американських тонн) at full load, compared to 25 400 т (25 000 англійських тонн; 28 000 американських тонн) for the Moltke-class. The Indefatigable-class ships had an armored belt between 4—6 дюйм (100—150 мм), while Moltke's belt was 11—3 дюйм (279—76 мм) thick. See: Gardiner & Gray, с. 26, 152.